# Chiesa cattolica in Giamaica
La Chiesa cattolica in Giamaica è parte della Chiesa Cattolica universale, sotto la guida spirituale del Papa e della Santa Sede.

## Storia
L'evangelizzazione dell'isola inizia nel XVI secolo con l'arrivo dei francescani. Nel 1516 fu eretta l'abbazia territoriale di Giamaica, che fu abbandonata nel 1650. Ma quando, nel 1655, l'isola diventa possedimento britannico, iniziano le difficoltà per i cattolici il cui culto è proibito dal governo britannico; i cattolici sono così costretti a rifugiarsi a Cuba. Il cambiamento nella politica religiosa britannica, permette, nel 1837, l'arrivo dei Gesuiti sull'isola e con loro l'inizio dell'evangelizzazione delle centinaia di migliaia di schiavi, che nel secolo precedente erano stati trasferiti in Giamaica. Lo stesso anno viene eretto il vicariato apostolico della Giamaica (oggi arcidiocesi di Kingston). Con l'indipendenza dell'isola, viene creata la gerarchia cattolica. Nel 1993 la Chiesa cattolica isolana è stata visitata da papa Giovanni Paolo II.

## Organizzazione ecclesiastica
La Chiesa cattolica è presente sull'isola con 1 sede metropolitana e 2 diocesi suffraganee:
- Arcidiocesi di Kingston in Giamaica
  - Diocesi di Mandeville
  - Diocesi di Montego Bay

L'episcopato giamaicano è parte della Conferenza episcopale delle Antille.

## Statistiche
La Chiesa cattolica in Giamaica al termine dell'anno 2013 su una popolazione di 2.691.405 abitanti contava 72.450 battezzati, corrispondenti al 2,6% del totale.
| anno | popolazione | popolazione | popolazione | presbiteri | presbiteri | presbiteri | presbiteri                | diaconi | religiosi | religiosi | parrocchie |
| anno | battezzati  | totale      | %           | numero     | secolari   | regolari   | battezzati per presbitero | diaconi | uomini    | donne     | parrocchie |
| ---- | ----------- | ----------- | ----------- | ---------- | ---------- | ---------- | ------------------------- | ------- | --------- | --------- | ---------- |
| 2004 | 79.222      | 2.797.388   | 2,8         | 83         | 52         | 31         | 954                       | 32      | 146       | 168       | 68         |
| 2013 | 72.450      | 2.691.405   | 2,6         | 92         | 67         | 25         | 787                       | 47      | 175       | 131       | 61         |

## Nunziatura apostolica
La nunziatura apostolica della Guyana è stata istituita il 20 luglio 1979, separandola dalla delegazione apostolica nelle Antille. Il nunzio risiede a Port of Spain, in Trinidad e Tobago.

### Nunzi apostolici
- Paul Fouad Naïm Tabet, arcivescovo titolare di Sinna (9 febbraio 1980 - 11 febbraio 1984 nominato pro-nunzio apostolico in Belize)
- Manuel Monteiro de Castro, arcivescovo titolare di Benevento (16 febbraio 1985 - 21 agosto 1990 nominato nunzio apostolico in Honduras e El Salvador)
- Eugenio Sbarbaro, arcivescovo titolare di Tiddi (7 febbraio 1991 - 26 aprile 2000 nominato nunzio apostolico in Serbia e Montenegro)
- Emil Paul Tscherrig, arcivescovo titolare di Voli (8 luglio 2000 - 22 maggio 2004 nominato nunzio apostolico in Corea)
- Thomas Edward Gullickson, arcivescovo titolare di Bomarzo (15 dicembre 2004 - 21 maggio 2011 nominato nunzio apostolico in Ucraina)
- Nicola Girasoli, arcivescovo titolare di Egnazia Appula (29 ottobre 2011 - 16 giugno 2017 nominato nunzio apostolico in Perù)
- Fortunatus Nwachukwu, arcivescovo titolare di Acquaviva (4 novembre 2017 - 17 dicembre 2021 nominato osservatore permanente della Santa Sede presso l'Ufficio delle Nazioni Unite ed Istituzioni specializzate a Ginevra e l'Organizzazione mondiale del commercio e rappresentante della Santa Sede presso l'Organizzazione internazionale per le migrazioni)
- Santiago De Wit Guzmán, dal 12 novembre 2022